# Abarten der körperlichen Liebe
Abarten der körperlichen Liebe ist ein sogenannter Aufklärungsfilm von Franz Marischka aus dem Jahr 1970.

## Handlung
In vier Einzelepisoden werden vier als „abartig“ geltende Versionen der körperlichen Liebe von Professor Fritz Leist aus dem Off analysiert. 
Das Verhalten von zwei lesbischen Frauen hat seine Ursache darin, dass die eine von ihrem Vater bedrängt wurde, während die andere in ihrer Jugend schlechte Erfahrungen mit Männern machte. Die Verbindung endet, als Erstere sich doch noch in einen Mann verliebt. 
Das nächste Beispiel behandelt den Transvestitismus. Ein Junge wurde von seiner hartherzigen Mutter schlecht behandelt, während er seine feminine Tante wesentlich sympathischer fand. So bevorzugte er selbst feminine Kleidung und konnte auch als Erwachsener nicht davon lassen. Erst ein Psychotherapeut hilft ihm, sich von seiner übermächtigen Mutter zu lösen, worauf er sich männlich kleidet und sogar eine Partnerin findet. 
Dann wird das Leben des verheirateten und zugleich schwulen Peter erörtert. Dieser führt ein Doppelleben zwischen Ehebett und Schwulenclub. Der einst verführte Knabe wurde selbst zum Verführer und kann seiner Homosexualität nie mehr ganz entkommen. 
Als letztes Thema wird der Sadomasochismus besprochen. Seine Ursache liegt in der schweren Jugend, die gerade als Folge der Schrecken des 20. Jahrhunderts nicht selten ist. So wird ein Junge, der von seiner Mutter und auch von seinen Lehrern brutal verprügelt wurde, dazu getrieben, sich an Frauen abzureagieren, während er andererseits selbst die unmenschliche Bestrafung braucht. Elfriede wiederum wird von ihrem alkoholabhängigen Ehemann gedemütigt, bis sie sich scheiden lässt. Da sie jedoch auf Demütigungen angewiesen ist, findet sie sich schließlich auf dem Straßenstrich wieder.
Zwischen den Episoden und am Ende des Films tritt Professor Leist, der bereits im Vorspann als wissenschaftlicher Berater vorgestellt wurde, auch persönlich in Erscheinung. Er wirbt um Nachsicht für Menschen mit „abartigen sexuellen Neigungen“, deren Ursachen zumeist in einem schlechten Elternhaus lägen.

## Produktionsnotizen
Die Uraufführung des Films, dessen ausführliche Darstellung von Sexualität zwischen Männern für ihre Zeit sehr ungewöhnlich ist, erfolgte am 29. Mai 1970.

## Kritiken
Für das Lexikon des internationalen Films ist Abarten der körperlichen Liebe ein „pseudowissenschaftlicher, spekulativer Aufklärungsfilm“.